# Liuixalus
A Liuixalus a kétéltűek (Amphibia) osztályába, a békák (Anura) rendjébe és az evezőbéka-félék (Rhacophoridae) családjába tartozó nem. A nem nevét Liu Csengzao kínai herpetológus tiszteletére kapta.
A nembe tartozó fajokat eredetileg a Philautus nembe helyezték. A nem leírása morfológiai jellemzők alapján nem lehetséges, így a nemet molekuláris genetikai alapokon alakították ki, mely kimutatta, hogy a Liuixalus romeri (akkori nevén Chiromantis romeri) különbözik a többi Chiromantis fajtól.

## Előfordulásuk
A nembe tartozó fajok Kína, Hajnan tartományában, a Kuanghszi-Csuang Autonóm Területen és Hongkongban honosak. 

## Rendszerezés
A nembe az alábbi fajok tartoznak:
- Liuixalus calcarius Milto, Poyarkov, Orlov & Nguyen, 2013
- Liuixalus feii Yang, Rao & Wang, 2015
- Liuixalus hainanus (Liu & Wu, 2004)
- Liuixalus ocellatus (Liu & Hu, 1973)
- Liuixalus romeri (Smith, 1953)
- Liuixalus shiwandashan Li, Mo, Jiang, Xie & Jiang, 2015